# Bruxelles-Ingooigem 1979
La Bruxelles-Ingooigem 1979, trentaduesima edizione della corsa, si svolse il 12 giugno su un percorso con arrivo a Ingooigem. Fu vinta dal belga Emiel Gijsemans della squadra Mini-Flat-VDB-Pirelli davanti all'italiano Walter Dalgal e all'altro belga Lucien Van Impe.

## Ordine d'arrivo (Top 10)
| Pos. | Corridore           | Squadra                 | Tempo |
| ---- | ------------------- | ----------------------- | ----- |
| 1    | Emiel Gijsemans     | Mini-Flat-VDB-Pirelli   |       |
| 2    | Walter Dalgal       | KAS                     |       |
| 3    | Lucien Van Impe     | KAS                     |       |
| 4    | Herman Van Springel | Marc Zeep Savon-Superia |       |
| 5    | Ludwig Wijnants     | Mini-Flat-VDB-Pirelli   |       |
| 6    | Jos Van De Poel     | Ijsboerke-Warncke Eis   |       |
| 7    | Willy Govaerts      | Mini-Flat-VDB-Pirelli   |       |
| 8    | Joseph Borguet      | KAS                     |       |
| 9    | Marc Renier         | KAS                     |       |
| 10   | Willy Teirlinck     | KAS                     |       |